# Clayton-le-Woods
Clayton-le-Woods is een civil parish in het bestuurlijke gebied Chorley, in het Engelse graafschap Lancashire met 14.532 inwoners.

## Geboren in Clayton-le-Woods
- Leonora Carrington (1917-2011), Brits-Mexicaans schilderes en schrijfster